# Třída Ol (1965)
Třída Ol byla třída tankerů postavených pro Royal Fleet Auxiliary, podpůrnou složku britského královského námořnictva. Jejich úkolem bylo zásobování válečných lodí královského námořnictva při operacích na širém moři. Postaveny byly tři jednotky. V době svého zařazení služby v roce 1965 to byla největší a nejrychlejší plavidla RFA. Všechny již byly vyřazeny.

## Stavba
Celkem byly postaveny tři jednotky této třídy. První dva kusy postavila loděnice R & W Hawthorn Leslie v Hebburnu a třetí loděnice Swan Hunter & Co. ve Wallsendu.
Jednotky třídy Ol:
| Jméno                          | Spuštěna           | Vstup do služby   | Status                    |
| ------------------------------ | ------------------ | ----------------- | ------------------------- |
| RFA Olwen (ex Olynthus, A122)  | 10. července 1964  | 21. července 1965 | Vyřazen 2000, sešrotován. |
| RFA Olna (A123)                | 28. července 1965  | 1. dubna 1965     | Vyřazen 2000, sešrotován. |
| RFA Olmeda (ex Oleander, A124) | 19. listopadu 1964 | 18. října 1965    | Vyřazen 2000, sešrotován. |

## Konstrukce

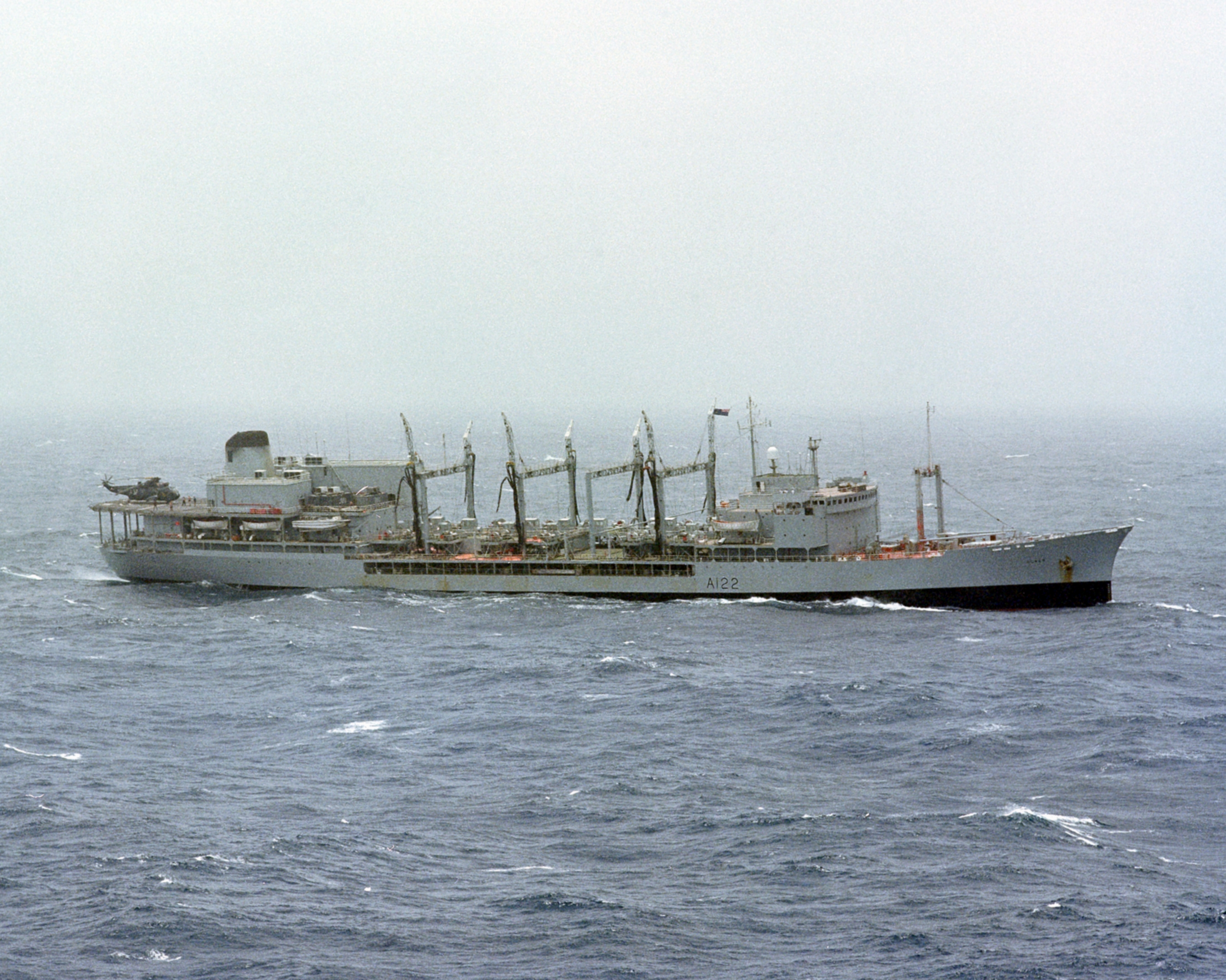
RFA Olwen (A122)

Všechny tři tankery měly zesílený trup umožňující operace v arktických oblastech. Posádku tvořilo 88 důstojníků a námořníků a dalších 40 členů leteckého personálu. Byly vyzbrojeny dvěma 20mm kanóny a vrhači klamných cílů. Na zádi se nacházela přistávací plocha a hangár pro dva vrtulníky (Westland Wessex, nebo Westland Sea King). Pohonný systém tvořil jeden kotel a jedna převodová turbína o výkonu 26 500 shp. Nejvyšší rychlost dosahovala 20 uzlů. Dosah byl 10 000 námořních mil při 16 uzlech.

## Operační služba
Tanker Olmeda byl roku 1982 nasazen ve falklandské válce a tankery Olwen a Olna byly v letech 1990–1991 nasazeny ve válce v Zálivu.